# Fez (Computerspiel)
Fez (stilisiert als FEZ) ist ein Puzzle- und Plattform-Videospiel des kanadischen Indie-Game-Entwicklers Polytron Corporation. Es erschien erstmals am 13. April 2012 für die Spielkonsole Xbox 360, 2013 wurde das Spiel zudem für Windows veröffentlicht. Weitere Umsetzungen folgten. Projektleiter Phil Fish und die späten Entwicklungsstufen von Fez waren Teil des Dokumentarfilms Indie Game: The Movie.
Die Entwicklung eines Nachfolgers wurde 2013 von Phil Fish eingestellt.

## Handlung

Gomez, der Protagonist des Spiels

Die Handlung von Fez kreist um Gomez, eine zweidimensionale Kreatur, die in einer ebenfalls zweidimensionalen Welt lebt. Eines Tages trifft Gomez auf ein merkwürdiges und mysteriöses Artefakt namens Hexahedron. Dieses gibt ihm einen magischen Fez, durch welchen Gomez eine dritte Dimension wahrnehmen kann. Als er beginnt, seine neue Fähigkeit zu entdecken, zerbricht der Hexahedron und explodiert. Daraufhin entstehen simulierte Grafikfehler und die Welt um Gomez erstarrt.
Das Spiel startet neu und Gomez erwacht, nun in der Lage, die Welt in drei Dimensionen zu erkunden. Ein fliegender Hyperwürfel erklärt ihm, dass er die Fragmente des Hexahedron einsammeln muss, die auf der ganzen Welt zerstreut wurden. Andernfalls wird die Welt selbst zerstört werden.

## Gameplay
Das Ziel des Spiels ist es, die 32 auf der ganzen Welt verstreuten Würfel zu sammeln, den Hexahedron wieder aufzubauen und damit Gomez’ Welt wiederherzustellen, bevor sie endgültig zerstört wird. Würfel und Würfelfragmente sind sichtbar und können eingesammelt werden, indem man sich über sie hinweg bewegt. Der Spieler kann außerdem 32 sogenannte „Anti-Würfel“ durch die Lösung verschiedener Puzzle einsammeln. Viele dieser Puzzle erfordern kryptoanalytische Vorgehensweisen. Während der Spieler Würfel und Anti-Würfel einsammelt, öffnen sich Türen, durch welche man in neue Gebiete gelangen kann.
Fez ist ein 2D-Plattform-Videospiel, in welchem Gomez laufen, springen, klettern, sowie Objekte verändern kann. Der Spieler kann jedoch jederzeit die Perspektive ändern, indem er die Welt um 90 Grad relativ zum Bildschirm rotiert. Dies macht Türen und Durchgänge sichtbar und führt dazu, dass sich Plattformen auf dem Bildschirm neu ausrichten. Da die zweidimensionale Welt, in der der Spieler sich bewegen kann, über keine Tiefe verfügt, muss man von dieser Spielmechanik Gebrauch machen, um Handlungen zu vollführen, die in einer wirklich dreidimensionalen Welt unmöglich wären. Beispielsweise ermöglicht eine Rotation um 90 Grad Gomez, wenn er auf einer schwebenden Plattform steht, auf eine andere Plattform zu springen, die sich zuvor auf der entgegengesetzten Seite des Bildschirms befand. Rotiert man nach dem Sprung zurück, so zeigt sich, dass Gomez eine große Distanz zurückgelegt hat.

## Entwicklung

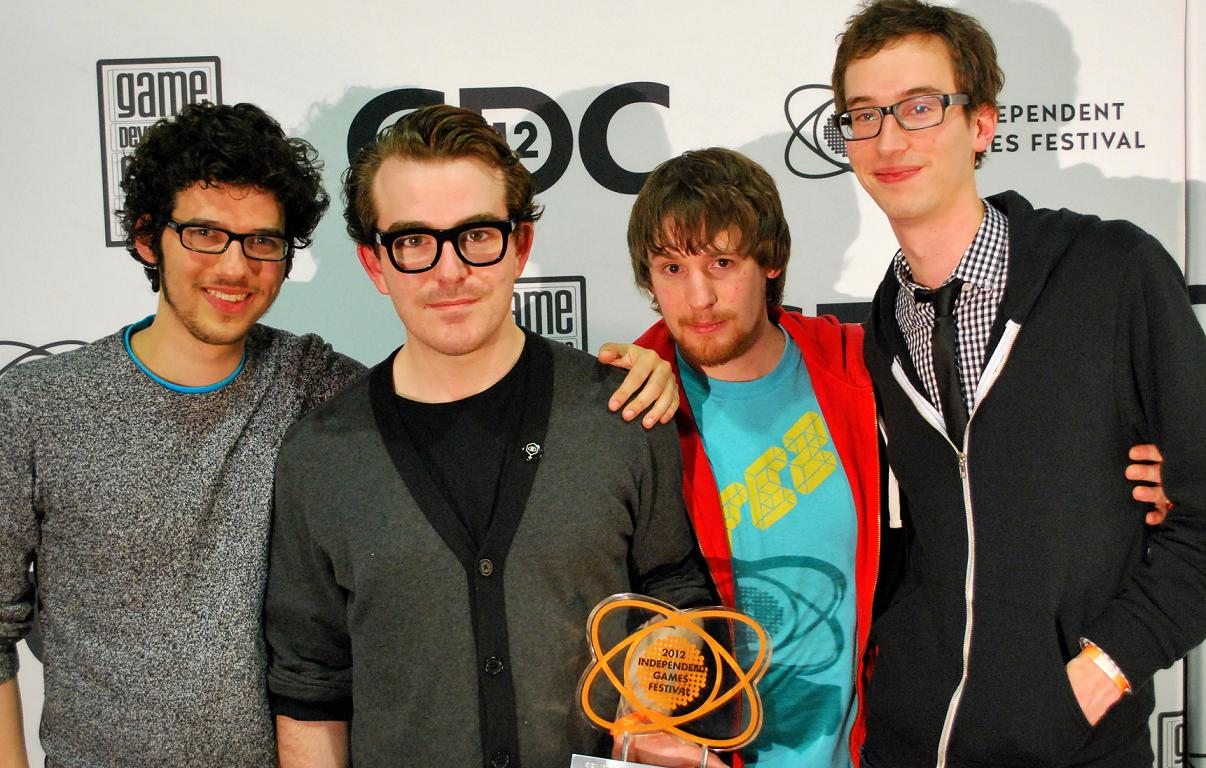
FEZ-Entwicklungsteam auf der GDC 2012: (von links): Komponist Richard „Disasterpeace“ Vreeland, Designer Phil Fish, Sound Effekt Designer Brandon McCartin, Programmierer Renaud Bédard

Fez sticht durch seine langwierige Entwicklung hervor, die im Dokumentarfilm Indie Game:The Movie behandelt wurde. Erstmals wurde Fez online im Juli 2007 angekündigt und eine frühe Entwicklungsstufe 2008 auf dem Independent Games Festival vorgestellt. Dem Spiel kam dort großes Lob zu und sein Schöpfer, Phil Fish, avancierte zu einem prominenten Entwickler von Independent-Games. Ursprünglich sollte das Spiel im Frühjahr 2010 auf Xbox Live Arcade veröffentlicht werden. Jedoch war in den folgenden Jahren von Fez wenig zu vernehmen, da Fishs Firma Polytron ihre Finanzmittel verlor und in rechtliche Schwierigkeiten geriet. Dies hatte hauptsächlich mit dem Abgang von Fishs Geschäftspartner zu tun, der folgend rechtliche Schritte androhte. Fish musste sich auch mit persönlichen und familiären Problemen auseinandersetzen; er gab zu, dass sein Perfektionismus die Veröffentlichung des Spiels hinausgezögert habe, da er den Blick auf die Vorzüge des Spiels und die Wünsche der Verbraucher verlor.
Trotz heraufziehender rechtlicher Hürden und technischer Schwierigkeiten konnte Polytron 2011 auf der Penny Arcade Expo eine nahezu fertiggestellte Version präsentieren. Auch diese wurde beinahe umfassend gelobt. Fish gab mehrere Interviews (unter anderem mit Jerry Holkins, dem Autor von Penny Arcade), während sein neuer Geschäftspartner Ken Schachter eine Vereinbarung mit dem ursprünglichen Geschäftspartner traf, die den Rechtsstreit zwischen den beiden beendete.
Eine Demo des Spiels wurde am 31. Januar 2012 auf der International Game Developers Association Montreal DemoNight vorgestellt. Polytron erklärte folgend, dass Fez im Frühling 2012 für Xbox Live Arcade erscheinen werde. Am 13. April 2012 erschien das Spiel schließlich für Xbox Live Arcade. Eine Windows-Version wurde über die Online-Distributoren Steam und GOG.com am 1. Mai 2013 verfügbar gemacht.
Weitere Versionen für macOS und Linux wurden zum ersten Mal im Humble Indie Bundle 9 veröffentlicht und sind seitdem auch auf Steam verfügbar. Polytron arbeitet mit Sony zusammen, um Möglichkeiten einer Veröffentlichung für die PlayStation Konsolen oder Handhelds zu ermitteln. Linux, Mit den Entwicklern der Spielkonsole Ouya wird ebenfalls bezüglich einer Veröffentlichung kooperiert.

### Xbox-360-Patch
Zwei Monate nach der Veröffentlichung für die Xbox 360 im April 2012 stellte Polytron einen umfangreichen Patch zur Verfügung, der einige Bugs im Spiel behob. Obwohl der Patch durch Tests von Microsoft zertifiziert wurde, stellten einige Spieler fest, dass ihre Spielstände korrumpiert wurden und sie gezwungen waren, Fez von vorne zu beginnen. Aus diesem Grund warnte Polytron Spieler davor, den Patch zu installieren, falls sie dies noch nicht getan hatten. Später entfernte Microsoft den Patch aus ihrem Angebot.
Im Juli selbigen Jahres wurde der Patch ohne weitere Modifikationen wieder auf Xbox Live eingestellt. In der zugehörigen Erklärung erläuterte Polytron, dass Microsoft sie vor die Wahl gestellt hatte, entweder den Fehler bezüglich der Spielstände zu beheben und den Patch erneut zertifizieren zu lassen oder den Patch unverändert wieder anzubieten. Polytron brachte vor, dass dieser Rezertifizierungsprozess mit Kosten von bis zu 40.000 $ unerschwinglich gewesen sei und zu Problemen hätte führen können, die nach späterer Entdeckung einen weiteren Patch erforderlich gemacht hätten. Die Entwickler schätzten, dass weniger als ein Prozent der Spieler von dem Fehler betroffen seien, und Microsoft stimmte zu, dass dieser Prozentsatz zu gering sei, um die ursprüngliche Zertifizierung zu beeinträchtigen. Für diese Entscheidung wurden Polytron und Phil Fish kritisiert. Auch die Preispolitik von Microsoft hinsichtlich der Zertifizierung rief negative Reaktionen hervor.

### Veröffentlichung für weitere Plattformen

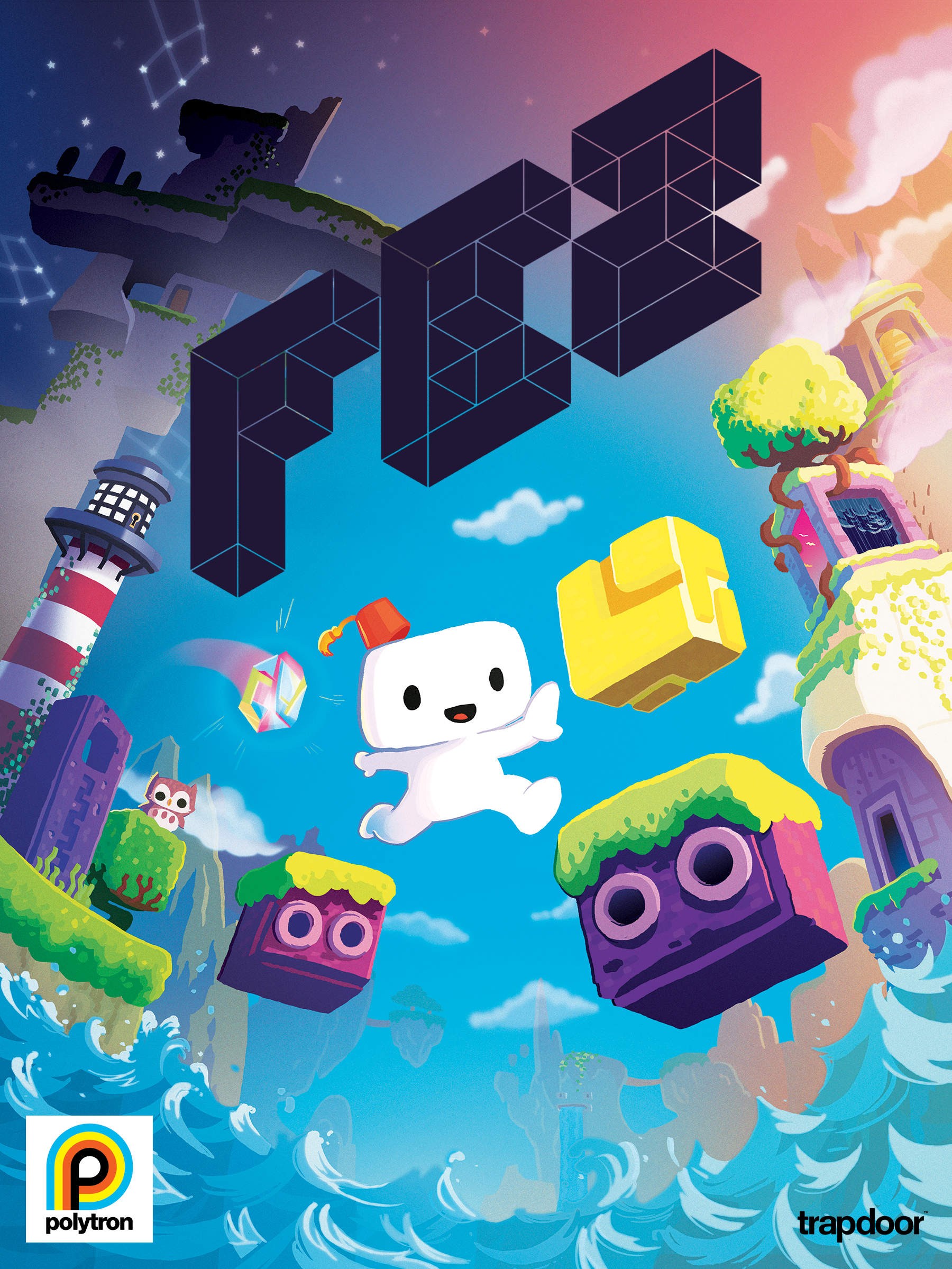
Cover Art

Fish erklärte, dass Fez 2013 für weitere Plattformen erscheinen werde, führte jedoch zunächst nicht näher aus, für welche. Eine Veröffentlichung für Microsoft Windows über Steam und GOG.com wurde bestätigt und am 1. Mai 2013 verfügbar gemacht. Portierungen dieser Fassung für Linux und Mac OS X wurden für einen unspezifischen Zeitpunkt angekündigt und erschienen zum ersten Mal am 11. September 2013 im Humble Indie Bundle 9, wobei sie seitdem auch über Steam erhältlich sind. Am 26. März 2014 wurde Fez für die PlayStation 4, PlayStation 3 und die PlayStation Vita über das PlayStation Network veröffentlicht. Fish hat bekräftigt, dass es aller Wahrscheinlichkeit nach keine Veröffentlichung für den Nintendo 3DS geben werde.
Eine Version für iOS wurde bereits im März 2013 vom Entwickler als „sehr wahrscheinlich“ bezeichnet, erschien allerdings erst im Dezember 2017. Im Juli 2013 kündigte Polytron an, es seien noch „weitere Portierungsarbeiten“ zu erledigen. Es ist unklar, auf welche Plattformen sich diese Aussage bezieht.
Am 14. April 2021 wurde in einer Nintendo Indie World angekündigt, das FEZ noch am selben Tag auf der Switch veröffentlicht wird.

## Spielmusik
Der Soundtrack für Fez wurde von Disasterpeace alias Richard Vreeland komponiert und produziert. Als Album erschien er am 20. April 2012 digital. Drei Titel, Adventure, Forgotten und Home wurden kostenfrei anlässlich der Veröffentlichung des Spiels auf Bandcamp verfügbar gemacht. Die elektronische Musik von Fez kann den Genres Chiptune, Ambient und Glitch zugeordnet werden. Am 27. November 2015 veröffentlichte Polytron den Soundtrack auch auf Doppel-LP. Das Albumcover wurde von Phil Fish gestaltet.
| Nr.          | Titel                                                          | Länge |
| ------------ | -------------------------------------------------------------- | ----- |
| 1.           | Adventure                                                      | 3:18  |
| 2.           | Puzzle                                                         | 2:14  |
| 3.           | Beyond                                                         | 3:05  |
| 4.           | Progress                                                       | 4:16  |
| 5.           | Beacon                                                         | 2:33  |
| 6.           | Flow                                                           | 3:47  |
| 7.           | Formations                                                     | 2:20  |
| 8.           | Legend                                                         | 1:18  |
| 9.           | Compass                                                        | 2:43  |
| 10.          | Forgotten                                                      | 2:34  |
| 11.          | Sync                                                           | 2:19  |
| 12.          | Glitch                                                         | 3:25  |
| 13.          | Fear                                                           | 3:32  |
| 14.          | Spirit                                                         | 2:52  |
| 15.          | Nature                                                         | 4:12  |
| 16.          | Knowledge                                                      | 1:49  |
| 17.          | Death                                                          | 3:32  |
| 18.          | Memory                                                         | 1:16  |
| 19.          | Pressure                                                       | 4:00  |
| 20.          | Nocturne                                                       | 2:13  |
| 21.          | Age                                                            | 2:58  |
| 22.          | Majesty                                                        | 3:22  |
| 23.          | Continuum (Ein Arrangement von Prélude op.28 No. 4 von Chopin) | 2:35  |
| 24.          | Home                                                           | 1:35  |
| 25.          | Reflection                                                     | 9:02  |
| 26.          | Love                                                           | 1:10  |
| Gesamtlänge: | Gesamtlänge:                                                   | 78:26 |

## Rezeption
Nach seiner Veröffentlichung erhielt Fez allgemein großes Lob. Unter anderem IGN vergab mit 9,5 von 10 möglichen Punkten das Prädikat „Amazing“ an Fez. Im Juni 2012 war der Durchschnitt des Spiels auf der Rezensionsaggregator-Website Metacritic 89 %, was unter anderem von einigen „perfekten“ Punktzahlen von Rezensenten herrührte. Carsten Görig äußerte sich im Kulturspiegel ebenfalls positiv und schrieb, Fez habe ein „Konzept, das in seinem Wechsel zwischen den Dimensionen toll funktioniert“. Die deutsche Ausgabe des Spielemagazins Gamereactor rühmt Fez als „ein visuelles Wunder, dem das Gameplay in nichts nachsteht“; das Spiel habe weiterhin eine „einzigartige Atmosphäre“ und ein „fantastische[s] Leveldesign“. Die im Spiel integrierten Rätsel und Puzzle seien zwar „unglaublich fordernd“, dies sei jedoch beabsichtigter Teil des „einzigartigen Spielerlebnisses“. Die Rezensentin der Website Kotaku äußerte sich ähnlich, sie schrieb, Fez sei „eines der wenigen Spiele, in denen Frustration tatsächlich dem Vergnügen daran zuträglich ist“ und urteilte: „alles an diesem Spiel ist wunderschön […] [seine] Features haben mir Ehrfurcht eingeflößt, mich zum Lachen gebracht und mich auf die bestmögliche Weise überrascht.“
Fez wurde auf Xbox Live mehr als 200.000 Mal verkauft.

### Auszeichnungen
Fez erhielt die Auszeichnung für innovative Grafik auf dem Independent Games Festival 2008, wo das Spiel auch für den Preis Innovatives Design nominiert wurde. Auf der Penny Arcade Expo 2011 wurde Fez als eines von zehn ausgewählten Spielen (den sogenannten PAX 10) aufgeführt. Weiterhin reüssierte Fez auf der IndieCade 2011, nämlich mit einem Preis in den Kategorien Story/World Design und Grand Jury.
Außerdem gewann Fez den Seumas McNally Grand Prize auf dem Independent Games Festival 2012.
Im Dezember 2012 wurde Fez von Eurogamer zum Spiel des Jahres ausgerufen.

## Galerie

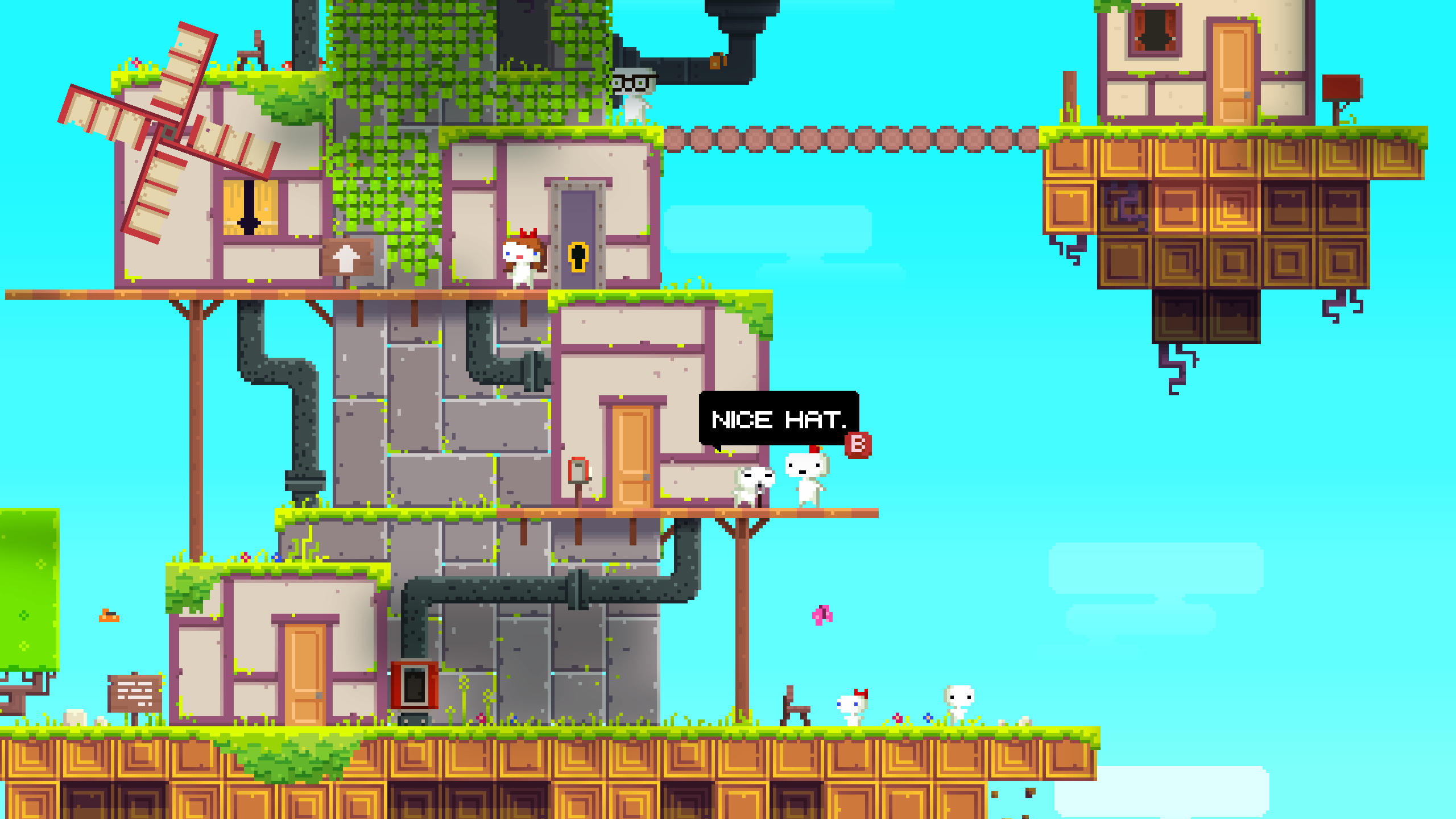
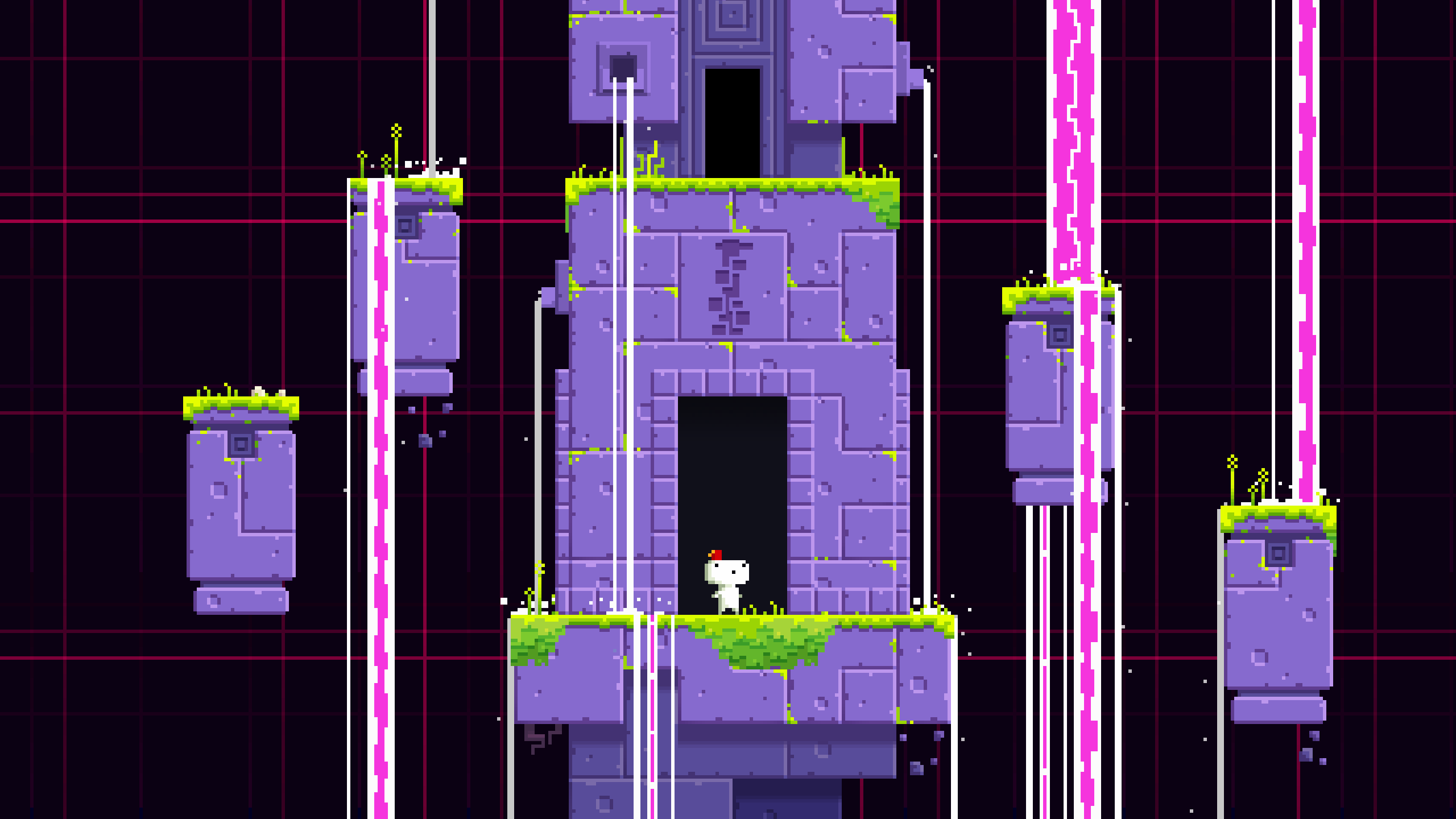
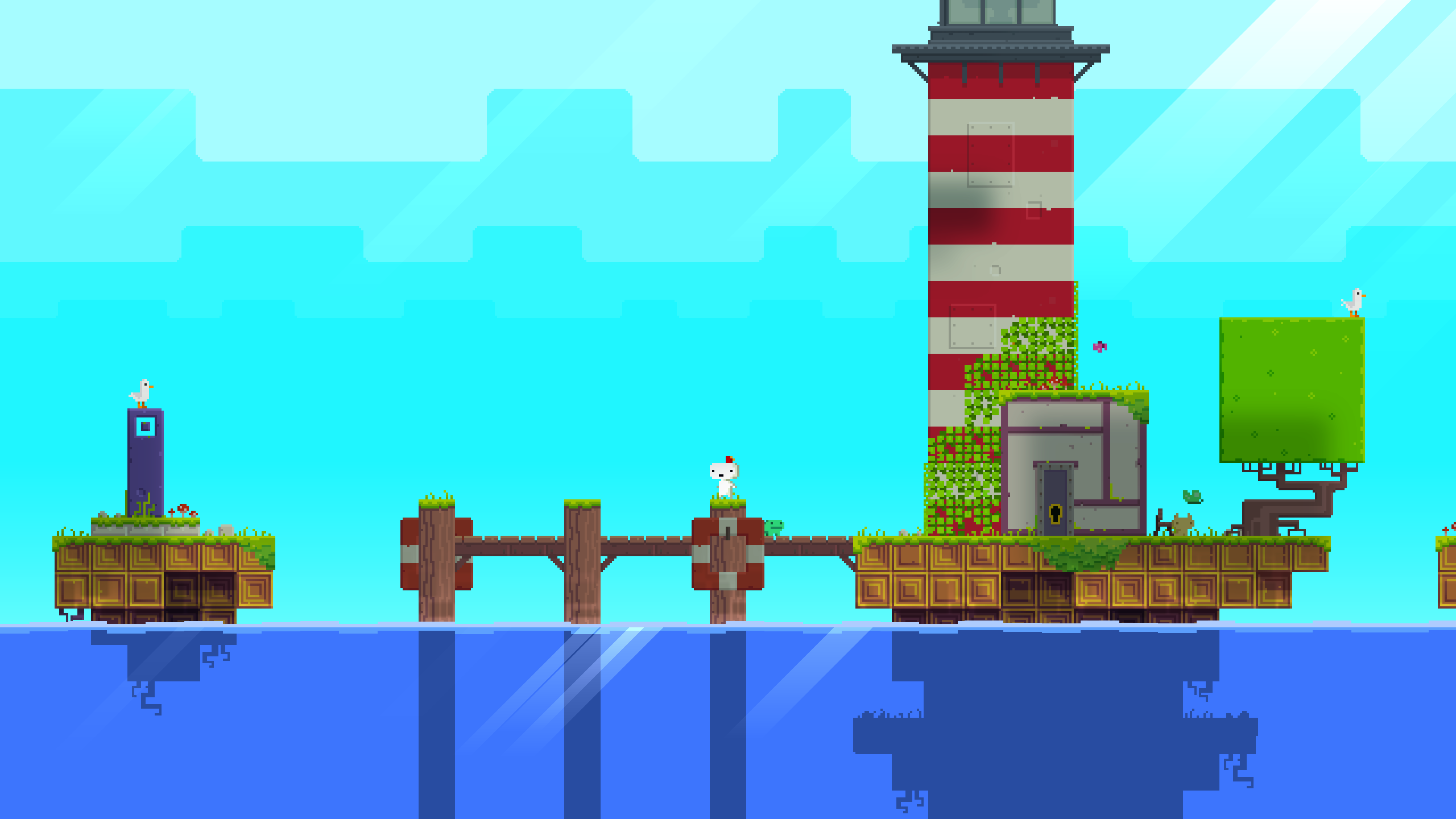
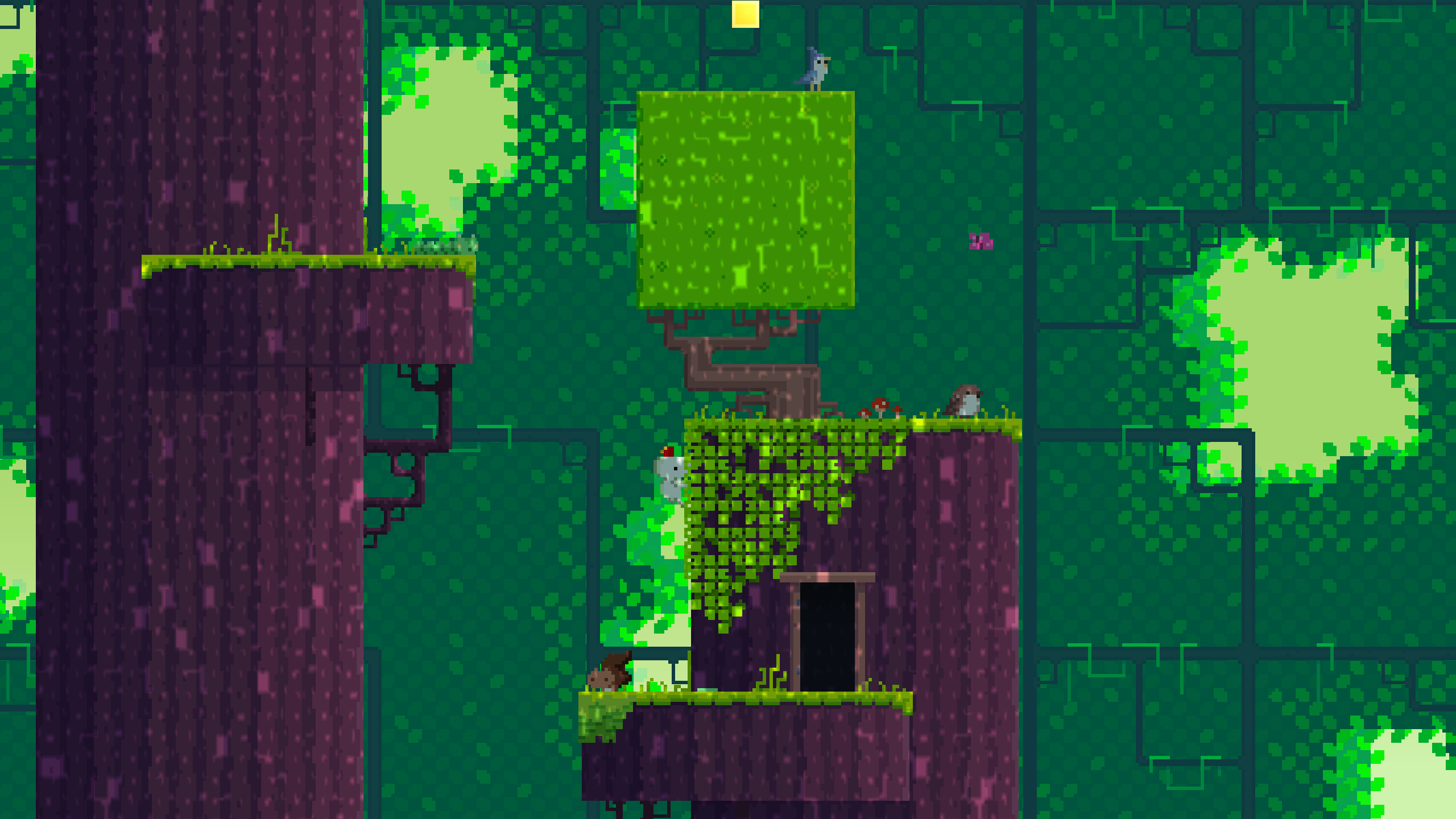
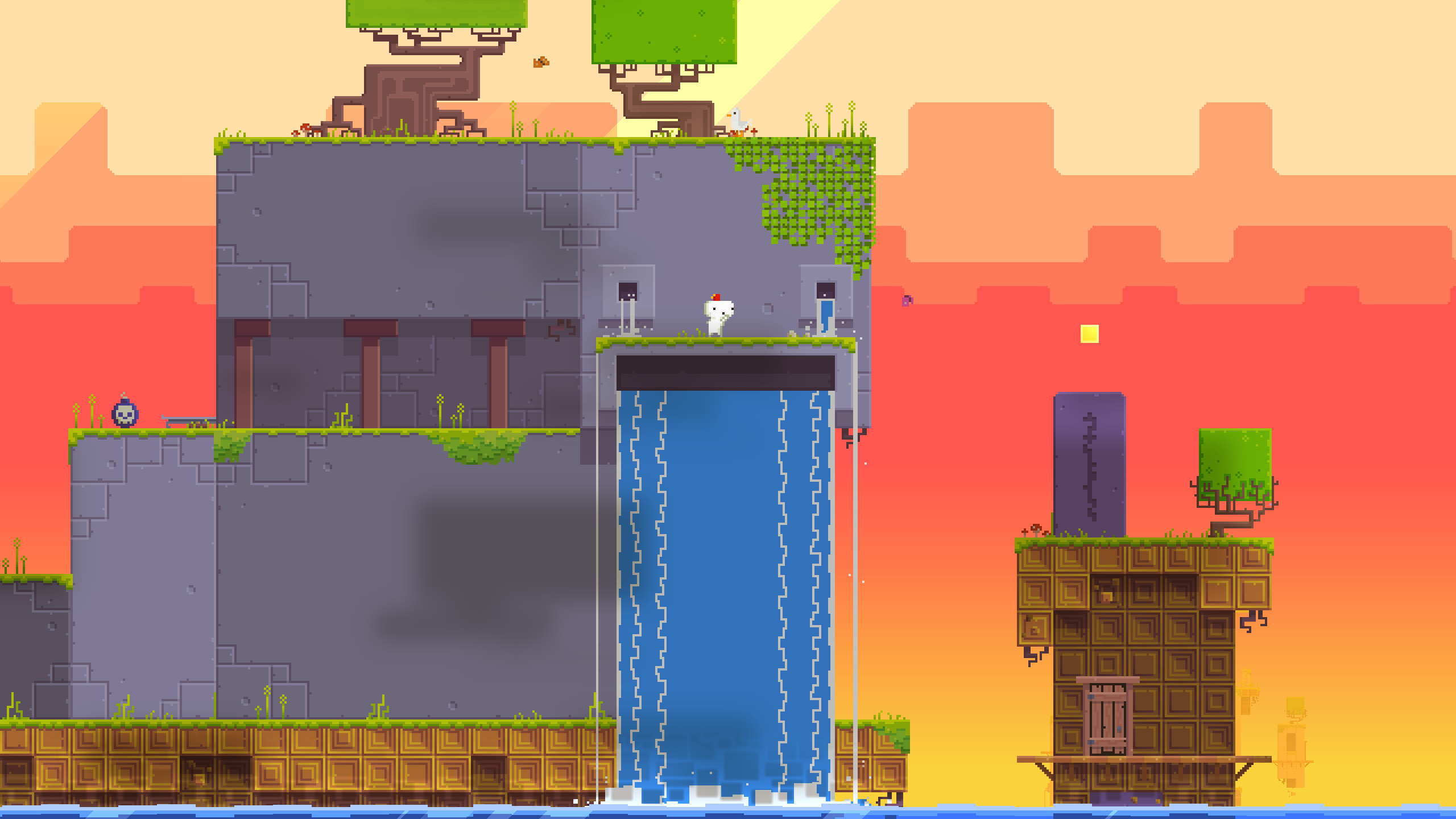